# Биласпур (город, Чхаттисгарх)
Биласпу́р (англ. Bilaspur, хинди बिलासपुर) — город в Индии, в центральной части штата Чхаттисгарх. Административный центр округа Биласпур.

## География
Расположен в 111 км к северу от административного центра штата, города Райпур, на берегах питаемой дождями реки Арпа, которая берёт начало в холмах Маикал. Средняя высота над уровнем моря — 263 метра. Площадь Биласпура — 345,76 км².

## Население
Население города по данным переписи 2011 года составляет 330 106 человек. Население городской агломерации по данным той же переписи насчитывает 452 851 человек. Половая структура: 51,45 % мужчин и 48,55 % женщин. Уровень грамотности в Биласпуре составляет 87,29 %, что значительно выше среднего по стране показателя 74 %. Среди мужчин уровень грамотности составляет 92,94 %, а среди женщин — 81,33 %. Доля лиц в возрасте младше 6 лет — 15 %. Основные языки населения — чхаттисгархи и хинди.

## Транспорт
Город является важным железнодорожным узлом. Станция Биласпур является самой загруженной станцией в штате Чхаттисгарх и четвёртой самой загруженной станцией в Центральной Индии.